# 東南客運
東南汽車客運股份有限公司（英語：Southeast Bus），簡稱東南客運，於2002年6月18日創立，與建明客運屬於大新集團旗下公司，主要經營臺北市聯營公車、臺中市公車、高雄市公車。
東南客運是起初在台北創立為第一家推出「大窗車」的公車業者，其車身採用熱帶魚彩繪，於2002年開始營運時曾造成轟動。
在台北、台中和高雄分別以「東南客運、悠遊台北」、「東南客運、悠遊台中」、「東南客運、悠遊高雄」為主要行銷訴求。

## 歷史
- 2002年6月18日：建明客運創立東南客運，主要經營項目係市區汽車客運業及公路汽車客運業。
- 2002年10月：陸續接駛由台北市公車處釋出之台北聯營公車32路、小12、小3、小5、小1、小2、297路、298路、612路、小10及小11等多條路線。
- 2003年12月：陸續接駛由台北市公車處釋出之台北聯營公車37、207、棕5、棕10、紅29、綠11等多條路線。
- 2007年4月1日：高雄客運結束高雄市公車處委任代駛之高雄市公車3路、16路、37路、53路、81路、91路、機場幹線，改由東南客運代駛。
- 2007年10月4日：取得高雄車站以南之9條高雄捷運紅線接駁公車，於2008年3月7日開始營運。
- 2007年10月底：取得高雄市公車處釋出之4條高雄市公車路線。
- 2007年12月1日：開始營運高雄市公車處釋出之4條高雄市公車路線。
- 2008年3月7日：開始營運高雄車站以南之9條高雄捷運紅線接駁公車。
- 2008年11月：3路、16路、91路改由南台灣客運接駛。
- 2011年11月1日：加入臺中市公車營運，行駛7路公車，成為台中市第10家公車業者。
- 2012年6月18日：接駛原高雄客運行駛之高雄市公車橘20（原橘68）。
- 2012年7月1日：接駛原高雄客運行駛之高雄市公車紅10（原紅66）。
- 2013年12月25日：接駛原高雄市公車處行駛之五福幹線（50路）、52、73、橘7A、橘7B、大樹祈福線、鳳山文化專車。
- 2014年1月：53路改由統聯客運接駛。
- 2014年8月1日：受到2014年臺灣高雄氣爆事故影響，高雄市公車37路、52路、81路、紅12路、紅16路、一心幹線（紅18）改道行駛，目前已全線恢復行駛路線。
- 2016年8月29日：台中市公車97路延駛至苗栗縣國立苑裡高中，沿途新增龍德家商、房裡、客庄、苑裡火車站及國立苑裡高中5站，延伸里程3.4公里。[3]
- 2017年1月16日：高雄市公車62路及紅27路暫由高雄客運代駛，此路線2018年1月1日改由港都客運接駛。
- 2017年1月23日：高雄市公車81路改由港都客運代駛，此路線2018年1月1日正式接駛。
- 2017年2月6日：高雄市公車五福幹線（50路）暫由高雄客運代駛，此路線2018年1月1日改由港都客運接駛。
- 2017年2月13日：高雄市公車52路改由港都客運代駛，此路線2018年1月1日正式接駛。
- 2018年1月1日：高雄市公車73路改由港都客運接駛。
- 2018年6月1日：接駛原豐原客運行駛之台中市公車285路，並增闢行駛285路副線。
- 2019年6月1日：高雄市公車橘23路改為公車式小黃，由皇冠大車隊接駛。
- 2019年10月1日：台中市公車67路起訖站變更為「秀泰影城」至「東海街口」。
- 2019年12月11日：高雄市公車248路暫由港都客運代駛，此路線2020年6月1日改由南台灣客運接駛。
- 2020年7月24日：台中市公車67路因脫班嚴重，暫由台中客運、中鹿客運、總達客運、統聯客運聯合代駛，此路線2021年1月5日改由中鹿客運接駛。
- 2021年1月12日：台北聯營公車32路、37路、297路由大都會客運接駛。
- 2021年1月24日：台北聯營公車612路由大都會客運接駛。
- 2021年1月24日：台北聯營公車612區間車停駛。
- 2021年3月20日：台北聯營公車小3區間車、小12區間車停駛。
- 2021年12月1日：高雄市公車紅1路改由港都客運接駛。
- 2022年1月21日：高雄市公車紅16路停駛。
- 2022年3月25日：高雄市公車紅18路停駛。
- 2022年3月25日：台中市公車98路行經神林路一段時，車尾不斷冒出濃煙和火苗，司機當下機警報案，第一時間疏散乘客下車，警消及時到場撲救，並未造成嚴重人員傷亡的事故；此事故已是當年第三起公車火燒車事故
- 2022年5月23日：台中市公車98路平日8:00神岡庄尾往普濟寺的班次以及17:15分由普濟寺往神岡庄尾的班次由中台灣客運代駛至同年6月30日，解決東南客運人力問題。
- 2022年11月1日：台中市公車97路改由台中客運代駛。
- 2022年11月1日：台中市公車98路改由中台灣客運代駛。
- 2023年12月1日：高雄市公車橘1路改由港都客運接駛。
- 2025年2月10日：接駛原高雄客運高雄市公車8006路，並改號為橘7C路線，上午06:25由大樹發車往鳳山，下午17:40分由鳳山發車往大樹。
- 2025年3月17日：高雄市公車大樹祈福線改由高雄客運代駛。
- 2025年3月19日：高雄市公車紅6路改由港都客運代駛。

## 經營範圍
- 台北市：中正區、大同區、中山區、松山區、大安區、信義區、內湖區、南港區、文山區
- 新北市：中和區、永和區、新店區（捷運七張站一帶）、汐止區（五指山區域）、石碇區
- 苗栗縣：苑裡鎮
- 台中市：中區、東區、南區、北區、西屯區、太平區、大里區、霧峰區、大雅區、神岡區、沙鹿區、清水區、大甲區、梧棲區
- 高雄市：三民區、新興區、苓雅區、前鎮區、小港區、鳳山區、大寮區、大樹區、鳥松區

## 票證
- 悠遊卡（台北聯營公車、臺中市區公車、高雄市區公車）
- 一卡通（台北聯營公車、臺中市區公車、高雄市區公車）
- icash 2.0（台北聯營公車、臺中市區公車、高雄市區公車）

## 外部連結
- 東南客運 （页面存档备份，存于）
- 運輸知識庫巴士交會點 （页面存档备份，存于）